# Nazionale maschile di rugby a 15 del Portogallo
La nazionale di rugby a 15 del Portogallo (in portoghese Seleção Portuguesa de Rugby, soprannominata Os Lobos) rappresenta il Portogallo nelle competizioni internazionali. Ha partecipato a due edizioni della Coppa del Mondo, la prima delle quali nel 2007, diventando la prima squadra composta esclusivamente da giocatori dilettanti a riuscirvi dopo l'avvento del professionismo. Partecipa regolarmente al Campionato europeo per Nazioni di rugby, dove è attualmente inserita nella 1ª divisione poule A. Nel 2023 ha ottenuto la qualificazione alla sua seconda Coppa del Mondo, ottenendo inaspettatamente due risultati utili, una vittoria e un pareggio, nella fase a gironi. 
Il Rugby a 15 in Portogallo è amministrato dalla Federação Portuguesa de Rugby.
Al 7 novembre 2022 la squadra occupa la 19ª posizione del ranking World Rugby.

## Storia

### Origini
Il primo incontro internazionale risale all'aprile 1935, quando affrontò la Spagna perdendo per 5-6, prendendosi la rivincita (16-9) l'anno successivo.
Salvo eccezioni, il Portogallo non ha partecipato a competizioni regolari sino a metà degli anni '60, quando iniziò a partecipare alla Coppa delle Nazioni, vincendo il suo primo match contro gli eterni rivali spagnoli per 9 a 3.
Il primo incontro con l'Italia risale al 1967, con vittoria degli azzurri per 9-3. Poco dopo furono sconfitti dalla Romania di oltre 40 punti.
Il primo successo arrivò nel 1968 contro il Belgio e successivamente travolsero il Marocco.
Dopo un pareggio con l'Olanda, arrivò l'impresa del 1972-73, con il pareggio per 0-0 e la vittoria (9-6) del 1973 contro l'Italia in incontri validi per la seconda divisione della Coppa FIRA.
Seguirono anni di alti e bassi, con i picchi di cinque vittorie consecutive tra il 1979 e il 1981 e la serie di 7 successi tra il 1979 e il 1981 e tra il 1984 e il 1985.
Non venne invitato alla Coppa del Mondo del 1987.

### Anni 1990
Nel 1989-90 partecipò alle qualificazioni per la Coppa del Mondo del 1991. Sconfitta la Cecoslovacchia per 15 a 13 a Říčany, venne eliminato nel turno successivo dall'Olanda, che lo sconfisse per 32 a 3.
Quattro anni dopo, per la Coppa del Mondo 1995, fu inserito nel gruppo dell'Europa occidentale; dopo aver battuto Belgio e Svizzera e perso con la Spagna nel primo turno, venne sconfitto nel secondo turno di nuovo dalla Spagna e dal Galles per 11-102.
Nel 1999 il Portogallo entrò in corsa nel secondo turno, dove giunse secondo nel gruppo B alle spalle della Spagna, unica in grado di batterla.
Nel terzo e decisivo turno, in un girone giocato ad Edimburgo, ritrovò ancora la Spagna e la Scozia. Sconfitto per 11-85 dagli scozzesi, si giocò la qualificazione con la Spagna. Al termine di un'avvincente partita, gli eterni rivali sconfissero i "Lobos" per 21-17, qualificandosi. Per il Portogallo ci fu ancora una possibilità nei ripescaggi intercontinentali, ma qui il Portogallo perse la doppia sfida con l'Uruguay e fu eliminato.

### Anni 2000
Nel 2002 il Portogallo, ormai stabilmente nella prima divisione del Campionato Europeo, si trovò a giocarsi l'ammissione ai turni finali di qualificazione con la Polonia e la Spagna. Il girone, basato su 3 partite, vide la Spagna prevalere per la differenza punti (una vittoria per ciascuna squadra).
Nel 2003-2004 il Portogallo conquistò un clamoroso successo nel Campionato europeo. L'allenatore (anche della nazionale seven) Tomaz Morais venne nominato per il premio di tecnico dell'anno dall'IRB.
Nel 2006 fu annunciate un aiuto economico ufficiale dall'IRB per sviluppare il proprio gioco verso il livello di seconda schiera.
Nel 2006 si disputò a Lisbona l'edizione Inaugurale della IRB Nations Cup. Il torneo (che avrà cadenza annuale) vedeva alla partenza, Portogallo, Russia e le selezioni "A" di Italia e Argentina.

### Qualificazione alla Coppa del Mondo 2007
Concludendo al terzo posto il Campionato Europeo, il Portogallo si conquistò la qualificazione diretta al 5 turno di qualificazione.
Ad ottobre 2006, dunque il Portogallo, disputò una serie di un girone con Italia e Russia. Entrambe pesantemente sconfitte dall'Italia, Russia e Portogallo si giocarono la possibilità dello spareggio. In un tiratissimo match a Lisbona, la vittoria per 26-23 diede al Portogallo la qualificazione al sesto turno, da giocarsi in una doppia sfida contro la Georgia.
Con un pareggio e una vittoria per i Georgiani, questi ultimi si guadagnarono la qualificazione diretta ai mondiali, mentre il Portogallo fu costretto, come nel 1999 ai ripescaggi intercontinentali.
Superato il Marocco con una doppia vittoria, fu ancora, come nel 1999 l'Uruguay l'ultimo ostacolo da superare.
La prima sfida a Lisbona venne vinta dai Portoghesi per 12-5.
Al termine di una drammatica partita, con l'Uruguay in 14 per buona parte dell'incontro, il Portogallo venne sconfitto di sei punti (18-12) mantenendo un unico punto di vantaggio sul totale dei due match e qualificandosi così per la prima volta al Mondiale.

### Coppa del Mondo 2007
Il Portogallo ha esordito nel mondiale perdendo 56-10 contro la Scozia. Ha poi perso 108-13 contro la Nuova Zelanda. Seguono altre due sconfitte: per 31-5 contro l'Italia e per 14-10 contro la Romania, conquistando così l'unico punto ottenuto nel girone, e venendo così eliminata al primo turno.

### Coppa del Mondo 2023
Dopo tre assenze consecutive, il Portogallo riesce a qualificarsi per l'edizione del 2023, dopo aver vinto il girone di playoff intercontinentale battendo Hong Kong e Kenya, e pareggiando con gli Stati Uniti con un calcio di punizione allo scadere, eliminandoli per migliore differenza punti. In Francia i Lobos disputano il loro miglior mondiale ottenendo due risultati utili: il primo pareggio della loro storia nell'evento contro la Georgia e la prima vittoria, per 24-23, contro le ben più quotate Fiji.

## Statistiche

### Coppa del Mondo di rugby
| Edizione | Paese organizzatore       | Posizione       |
| -------- | ------------------------- | --------------- |
| 1987     | Nuova Zelanda e Australia | Non invitata    |
| 1991     | Inghilterra               | Non qualificata |
| 1995     | Sudafrica                 | Non qualificata |
| 1999     | Galles                    | Non qualificata |
| 2003     | Australia                 | Non qualificata |
| 2007     | Francia                   | Girone          |
| 2011     | Nuova Zelanda             | Non qualificata |
| 2015     | Inghilterra               | Non qualificata |
| 2019     | Giappone                  | Non qualificata |
| 2023     | Francia                   | Girone          |

## Palmarès
- Campionato europeo : 1
2002-04